# Sant'Andrea (Badia Calavena)
Sant'Andrea è una frazione del comune di Badia Calavena, nella provincia di Verona.
Il paese si trova in Val d'Illasi, e dista all'incirca 35 chilometri dal capoluogo di provincia; esso è compreso nell'area dei cosiddetti tredici comuni, i paesi della Lessinia che a partire dal 1300 hanno ospitato i Cimbri, popolazione di origine germanica.

## Storia
La storia del paese si intreccia fortemente con quella dell'abbazia benedettina situata nei pressi di Badia Calavena; i rapporti tra gli abitanti ed i frati, che esercitavano un forte controllo sul territorio, non furono sempre idilliaci.
Nel XIV secolo gli abitanti di Sant'Andrea erano soggetti al pagamento di un'imposta sul reddito chiamata in dialetto veronese "Testadego" che doveva essere versata ai Conti Verità, una sorta di feudatari della zona.
Alla fine del XIV secolo Sant'Andrea fu teatro della battaglia tra Carraresi e Cimbri, che si concluse a favore delle popolazioni locali.
I nuclei abitativi più antichi sono le contrade, sorte precedentemente al paese vero e proprio e situate sulle terrazze alluvionali: i Battisteri, i Xami, la Fietta, il Trettene, Tanara e i Rugolotti sono le principali contrade, collegate tra loro dalle antiche mulattiere prima che fosse costruita la strada principale a fondovalle. Il paese vero e proprio si è formato in un tempo successivo, con la comparsa delle prime case lungo la strada parallela al Progno che corre a fondovalle.
L'antica chiesa del paese, datata 1160, fu sostituita nel 1870 dall'attuale dedicata alla Madonna Addolorata e come compatroni a Sant'Andrea e a San Barnaba.

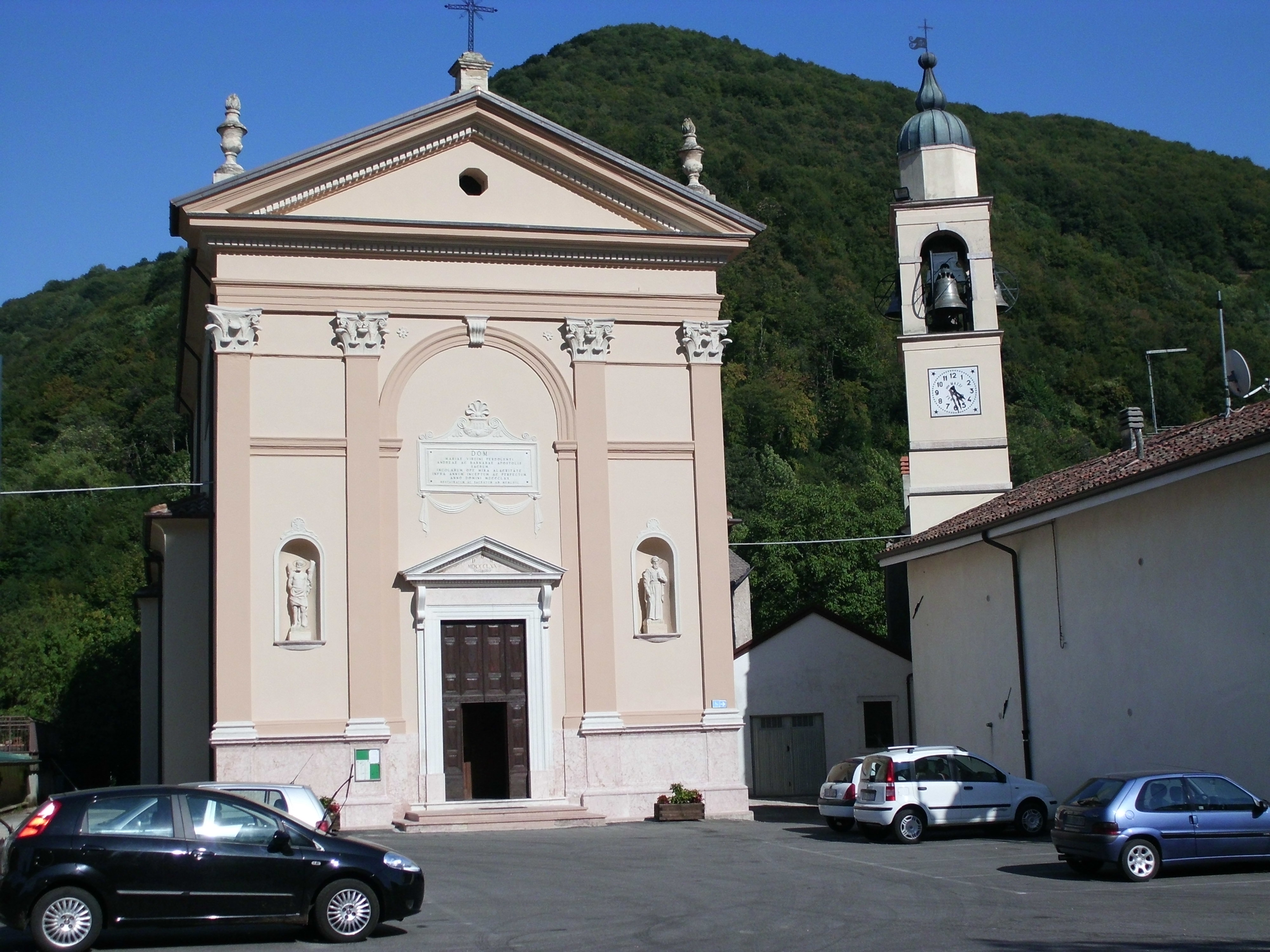
La chiesa parrocchiale di Sant'Andrea di Badia Cavalena.

## Natura e Territorio
Il territorio è caratterizzato dalla presenza di cavità carsiche e doline, depressioni tipiche del terreno modellato da fenomeni di carsismo. Sono molte le grotte sotterranee sparse nella zona, alcune delle quali con dimensioni e profondità tali da catturare l'attenzione di numerosi gruppi speleologici. La vegetazione circostante è composta per la maggiore da boschi cedui misti.

In passato gli abitanti del luogo lavoravano il legname per ricavarne il carbone vegetale, ed anche oggi è possibile individuare nei boschi le cosiddette "poste del carbon", ovvero dei piccoli spazi situati presso gli incroci tra sentieri, in cui la legna veniva appunto trasformata in carbone.

## Società

### Tradizioni e folclore
Fin dalla metà dell'XI secolo, il 30 di novembre, si svolgeva a Sant'Andrea il mercato del bestiame, in cui venivano venduti sia animali domestici, come pollame e conigli, sia vestiario, granaglie e generi alimentari; tra gli animali venduti risultavano anche i cosiddetti "bogoni" (termine utilizzato nel dialetto veronese per indicare le lumache). Successivamente il mercato fu spostato a Badia Calavena, ma la "Fiera dei bogoni" rimase invece a Sant'Andrea, diventando la manifestazione più importante e caratteristica del paese.

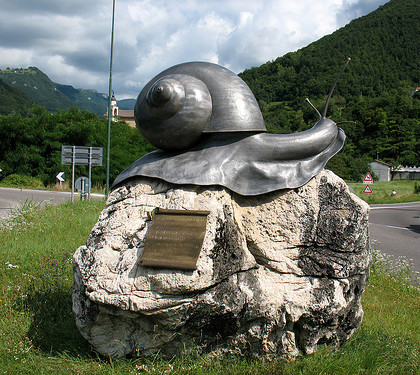
Questa scultura in ferro battuto raffigura un "bogone", animale particolarmente legato alla storia del paese; il monumento si trova alle porte di Sant'Andrea.

In paese le facciate di alcune case sono decorate da pitture murali e meridiane, di cui alcune databili tra il XVI e il XVIII secolo.